# Discworld MUD
Discworld MUD je hra založená na principu MUD a inspirující se Zeměplochou Terryho Pratchetta.
Byla vytvořena v roce 1991 a uveřejněna roku 1992.
V dnešní době se svět hry značně rozrostl. Skládá se z několika rozsáhlých měst (Ankh-Morpork, Bes Pelargic, Genova a Mžilibaba) na dvou kontinentech, řady malých vesnic a stotisíců lokací mezi jednotlivými městy. V této hře je také mnoho knižních Zeměplošských postav. Většinou je online mezi 100 a 200 hráči.
Hráč má možnost výběru mezi několika cechy – vrazi, zloději, knězi, válečníci, čarodějky a mágové. U většiny z těchto cechů jsou pak další specializace. Každý cech má vyváženou sadu schopností a příkazů.
Přes 500 různých emotivních příkazů - od pláče po skákání v kruhu – umožňuje rozsáhlou interakci mezi hráči. Ta je možná, ne však povinná – mnoho hráčů preferuje hraní o samotě. Hráči, kteří chtějí zabíjet ostatní hráče a krást od nich, se musí zapsat do seznamu „player killerů“. Všichni ostatní hráči nemohou ani zabít hráče, ani být jimi zabiti.